# Hans Fiehn

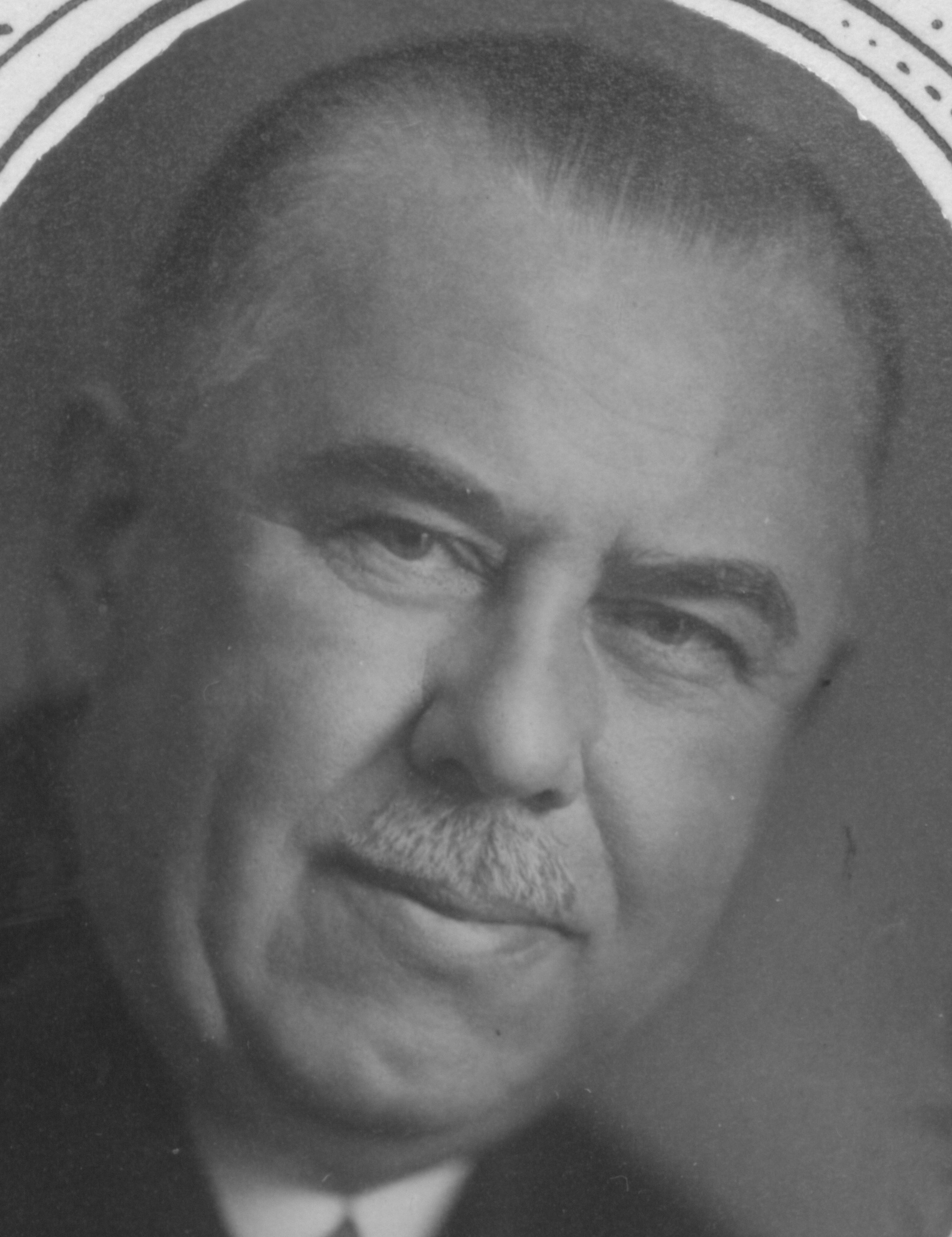
Hans Fiehn, 1954

Hans Fiehn (* 17. April 1879 in Hannover; † 3. Dezember 1963 ebenda) war ein deutscher Rechtsanwalt und Notar.

## Werdegang
Hans Fiehn studierte in Göttingen, Leipzig sowie Marburg Rechtswissenschaften und wurde 1901 promoviert. 1905 erhielt er seine Zulassung als Rechtsanwalt.
1939 wurde Fiehn der Titel „Justizrat“ auf Grund der persönlichen Intervention des Gauleiters Hartmann Lauterbacher mit der Begründung verwehrt „er gebrauche bis in die jüngste Zeit im Anwaltszimmer des Landgerichtes nicht den deutschen Gruß“. Des Weiteren wurde die Ablehnung damit begründet, dass er sich schon nach 1933 gegen die Durchführung nationalsozialistischer Grundsätze gesperrt habe und immer noch nicht positiv zu Volk und Staat stehe. Zudem sei er mit einem Juden assoziiert und es habe „viel Mühe gemacht, ihn zu der Einsicht zu führen, dass eine Verbindung eines Ariers mit einem Juden für einen Anwalt arischer Abstammung unmöglich sei“.

## Ämter
- 1914 Stellvertretender Aufsichtsrat, Johann Wolfgang, Bergbauges. m.b.H. in Liqu.
- Sommer 1931 – 25. Juli 1962 Aufsichtsratsvorsitzender, H. W. Appel Feinkost-A.G., Hannover[4]
- 1932 – 3. Dezember 1962 Mitglied im Aufsichtsrat der AG Ilseder Hütte. Von 1945 bis 1949 stellvertretender Vorsitzender, von 1949 bis 1952 Vorsitzender des Aufsichtsrates[5][6]
- 1932–1961 Aufsichtsratsvorsitzender Margarinewerke Fritz Homann AG, Dissen
- 1934–1963 stellvertretender Vorsitzender des Aufsichtsrates, Eisenwerk Wülfel Aktiengesellschaft, Hannover
- Aufsichtsratsvorsitzender der Döhrener Wollwäscherei und -kämmerei AG, Hannover
- 1. April 1948 – 1953 in der Britischen Besatzungszone als Verwalter der Nordwestbank eingesetzt[7].
- 1954–1961 Vorsitzender des Bezirksbeirates Hannover-Hildesheim der Deutschen Bank AG

## Familie
Hans Fiehn war Sohn
- des Geheimen Regierungsrats Wilhelm Heinrich Fiehn (* 3. Mai 1851 in Verden; † 12. Mai 1931 in Hannover), dem Direktor des Realgymnasiums I (später Tellkampfschule) in Hannover von 1894 bis 1912 und Mathilde Schäfer (* 29. November 1853 in Uelzen; † 17. Dezember 1942 Hannover).

Ehemann
- von Magarete Windmöller (* 28. Oktober 1880; † 16. Juli 1964 in Hannover).

Vater von
- Margret Fiehn. Diese war mit Kurt Scherrer verheiratet.
- Erika Fiehn. Diese war mit Friedrich Wilhelm Rotzoll verheiratet, dem Sohn von Franz Rotzoll
- Irmgard Fiehn. Diese war mit Erich Rotzoll verheiratet, Technischer Direktor der Schleifscheibenfabrik Dresden-Reick Prym KG[8]
- Hans Fiehn, gefallen 1943 als Angehöriger der Einheit 9. Batterie Artillerie-Regiment 385 im Donbogen

## Ehrungen
- 28. Februar 1955: Bundesverdienstkreuz[9] anlässlich seines 50-jährigen Dienstjubiläums
- 1960: Großes Verdienstkreuz des Verdienstordens der Bundesrepublik Deutschland[10]

## Schriften (Auswahl)
- Die Aufhebung der ehelichen Gemeinschaft nach dem Bürgerlichen Gesetzbuch Deutschlands nebst einer kurzen historischen Einleitung. Dissertation 1901.[11]